# La collina degli stivali
La Collina degli stivali é um filme italiano de 1969, do gênero faroeste, dirigido e roteirizado por Giuseppe Colizzi , com música de Carlo Rustichelli. O filme é o terceiro de uma trilogia de faroeste espaguete, composto também por Deus Perdoa... Eu Não! (1967) e I quattro dell'Ave Maria (1968), estrelados pela dubla Bud Spencer e Terence Hill, que mais tarde por E.B. Clucher se encontrará novamente quase fortuitamente em outra série do gênero faroeste: Trinity. No Brasil: O filme foi lançado como se fosse um filme da série Trinity, recebendo o título Trinity - A Colina dos Homems Maus. 

## Sinopse
Homem ferido refugia-se num circo, que o defende de seus perseguidores.

## Elenco
- Terence Hill ....... Cat Stevens
- Bud Spencer ....... Hutch Bessy
- Woody Strode ...... Thomas
- Eduardo Ciannelli
- Victor Buono
- Lionel Stander
- Glauco Onorato